# 安圭拉足球協會
安圭拉足球協會是專門管轄安圭拉足球事務的組織。安圭拉足球協會成立於1990年，並在1996年加入國際足協。此外，它還是中北美洲及加勒比海足球協會和加勒比海足球聯盟的成員之一。

## 外部連結
- 國際足協網頁 （页面存档备份，存于）